# 芥状唇柱苣苔
芥状唇柱苣苔（学名：Chirita brassicoides）为苦苣苔科唇柱苣苔属下的一个种。其种加词 brassicoides 意为“形似芸薹属植物的”。